# Move (minialbum)
Move – piąty minialbum południowokoreańskiej grupy BtoB, wydany 29 września 2014 roku przez Cube Entertainment. Płytę promował utwór „You're So Fly” (kor. 넌 감동이야). Sprzedał się w nakładzie 22 643 egzemplarzy w Korei Południowej (stan na luty 2019).

## Tło
17 września 2014 roku Cube Entertainment ogłosiło na oficjalnej stronie zespołu, że BtoB powrócą z nowym minialbumem zatytułowanym Move. Indywidualne zdjęcia członków grupy promujące płytę ukazały się 20 września. 22 listopada ujawniono listę utworów, w której skład weszło pięć utworów i jeden bonusowy kawałek. Dwa zwiastuny teledysku ukazały się kolejno w dniach 23 i 25 września. 29 września minialbum został oficjalnie wydany, wraz z teledyskiem do utworu „You're So Fly”.
31 października i 1 listopada odbył się pierwsze solowe koncerty grupy, Hello Melody, które odbyły się w Olympic Hall parku olimpijskiego w Seulu.

## Lista utworów
| CD | CD                                                                        | CD                                       | CD                     | CD                         | CD      |
| Nr | Tytuł utworu                                                              | Tekst                                    | Kompozycja             | Aranżacja                  | Długość |
| -- | ------------------------------------------------------------------------- | ---------------------------------------- | ---------------------- | -------------------------- | ------- |
| 1. | „Neon gamdongiya” (kor. 넌 감동이야, ang. You're So Fly)                  | Tenzo and Tasco, Minhyuk, Ilhoon, Peniel | Tenzo and Tasco        | Tenzo and Tasco            | 3:27    |
| 2. | „Jal jinaegessjyo” (kor. 잘 지내겠죠, ang. Hope You're Doing Fine)        | E.ONE, Minhyuk, Ilhoon                   | E.ONE                  | E.ONE                      | 3:46    |
| 3. | „Happening”                                                               | Min Yeon-jae, Minhyuk, Ilhoon, Peniel    | Seo Jae-woo, Brian Lee | Seo Jae-woo                | 3:21    |
| 4. | „Neon naui cheonsa” (kor. 넌 나의 천사, ang. You're My Angel) (feat. JOO) | Ilhoon, Minhyuk, Peniel                  | Ilhoon                 | Son Young-jin, Big Ssancho | 4:00    |
| 5. | „Molla” (kor. 몰라, ang. I Don't Know)                                    | Hyunsik                                  | Hyunsik                | Hyunsik                    | 3:50    |
| 6. | „Shake It!” (Bonus Track, CD Only)                                        | Hyunsik, Ilhoon                          | Hyunsik, Ilhoon        | Hyunsik, Ilhoon            | 3:14    |

## Notowania
| Lista                    | Pozycja |
| ------------------------ | ------- |
| Gaon Weekly Album Chart  | 1       |
| Gaon Monthly Album Chart | 6       |
| Gaon Yearly Album Chart  | 81      |
| Five Music (Tajwan)      | 9       |